# الخدمة الوطنية

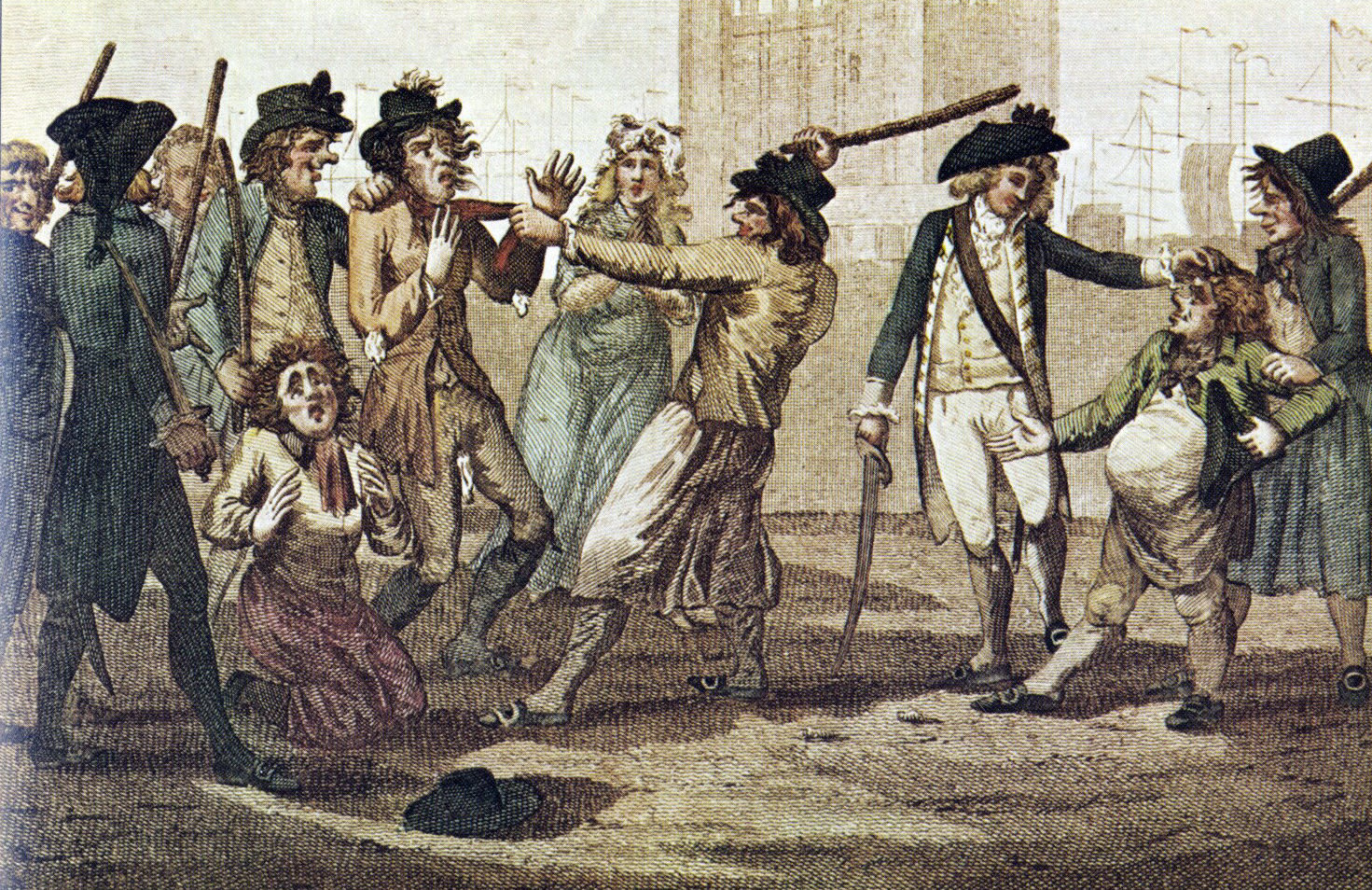

الخدمة الوطنية هي نظام خدمة حكومية إلزامية أو تطوعية، وعادة ما تكون خدمة عسكرية، حيث يعتبر التجنيد خدمة وطنية إلزامية.